# Carlinhos Sabiá
Carlos Alberto Isidoro, mais conhecido como Carlinhos ou Carlinhos Sabiá (Belo Horizonte, 25 de março de 1959), é um ex-futebolista brasileiro que atuava como ponta-direita e atacante.

## Carreira
Nascido em Belo Horizonte, iniciou no futebol no dente de leite do Cruzeiro, e aos 14 anos já atuava no times de base do clube mineiro.. Em 1978, começou a atuar no profissional e em 1984, foi campeão mineiro. Vestiu a camisa celeste em 302 jogos e marcou 60 gols.
Ficou mais um ano na Toca da Raposa e em 1986, foi contratado pelo Flamengo, onde foi campeão, neste mesmo ano, do Campeonato Carioca.
Nos anos seguintes, atuou no Atlético Paranaense (1987/1988 e novamente em 1990 e 1993), onde foi campeão paranaense de 1988 e 1990; no Santos (1989); no Paraná Clube (1991), onde foi novamente campeão paranaense; no Palmeiras (1992) e no São Caetano (1994), seu último clube como futebolista.

### Gol histórico
Foi o autor do primeiro gol da história do clássico Paraná x Atlético, quando atuava pelo rubro negro paranaense. O jogo ocorreu em 3 de junho de 1990 e o seu gol foi anotado nos 43 minutos do 1º tempo.

### Empresário
Após deixar os gramados, virou empresário de jogadores de futebol, atuando, em sua maioria, nos clubes da cidade de Belo Horizonte.

## Títulos

### Cruzeiro
- Campeonato Mineiro: 1984

### Flamengo
- Campeonato Carioca: 1986

### Atlético
- Campeonato Paranaense: 1988 e 1990

### Paraná
- Campeonato Paranaense: 1991